# Division One (1902/1903)
Division One (1902/1903) – był to 13. w historii sezon szkockiej pierwszej klasy rozgrywkowej w piłce nożnej. Sezon rozpoczął się 16 sierpnia 1902, a zakończył się 4 kwietnia 1903. Brało w niej udział 12 zespołów, które grały ze sobą systemem „każdy z każdym”. Tytułu mistrzowskiego nie obronił Rangers. Nowym mistrzem Szkocji został Hibernian, dla którego był to pierwszy tytuł w historii klubu. Koronę króla strzelców zdobył David Reid, który strzelił 14 bramek.

## Zasady rozgrywek
W rozgrywkach brało udział 12 drużyn, walczących o tytuł mistrza Szkocji w piłce nożnej. Każda z drużyn rozegrała po 2 mecze ze wszystkimi przeciwnikami (razem 22 spotkania).

## Drużyny
| Uczestnicy poprzedniej edycji                                                                                 | Uczestnicy poprzedniej edycji | Uczestnicy poprzedniej edycji | Uczestnicy poprzedniej edycji |
| --- | ----------------------------- | ----------------------------- | ----------------------------- |
| RAN | Rangers                       | 1                             |                               |
| CEL | Celtic                        | 2                             |                               |
| HRT | Heart of Midlothian           | 3                             |                               |
| THL | Third Lanark                  | 4                             |                               |
| STM | St. Mirren                    | 5                             |                               |
| HIB | Hibernian                     | 6                             |                               |
| KIL | Kilmarnock                    | 7                             |                               |
| QUP | Queen's Park                  | 8                             |                               |
| DNE | Dundee                        | 9                             |                               |
| MOR | Greenock Morton               | 10                            |                               |
| Awans z Scottish Division Two 1901/1902                                                                       |                               |                               |                               |
| PGA | Port Glasgow Athletic         | 1                             |                               |
| PAR | Partick Thistle               | 2                             |                               |
| Oznaczenia: - kolumna pierwsza – skróty nazw drużyn, - kolumna trzecia – miejsce zajęte w poprzednim sezonie. |                               |                               |                               |

## Stadiony
| Miasto       | Stadion             | Klub                  |
| ------------ | ------------------- | --------------------- |
| Dundee       | Dens Park           | Dundee                |
| Edynburg     | Tynecastle Stadium  | Heart of Midlothian   |
| Edynburg     | Easter Road Stadium | Hibernian             |
| Glasgow      | Celtic Park         | Celtic                |
| Glasgow      | Meadowside          | Partick Thistle       |
| Glasgow      | Cathkin Park        | Queen's Park          |
| Glasgow      | Ibrox Park          | Rangers               |
| Glasgow      | Cathkin Park        | Third Lanark          |
| Greenock     | Cappielow Park      | Greenock Morton       |
| Kilmarnock   | Rugby Park          | Kilmarnock            |
| Paisley      | St. Mirren Park     | St. Mirren            |
| Port Glasgow | Clune Park          | Port Glasgow Athletic |

## Tabela końcowa
| Lp. | Drużyna               | M  | Z  | R  | P  | Bramki | Bramki | Różn. | Pkt | Uwagi |
| --- | --------------------- | -- | -- | -- | -- | ------ | ------ | ----- | --- | ----- |
| 1   | Hibernian (M)         | 22 | 16 | 5  | 1  | 48     | 18     | +30   | 37  |       |
| 2   | Dundee                | 22 | 13 | 5  | 4  | 31     | 12     | +19   | 31  |       |
| 3   | Rangers (P)           | 22 | 12 | 5  | 5  | 56     | 24     | +32   | 29  |       |
| 4   | Heart of Midlothian   | 22 | 11 | 6  | 5  | 46     | 27     | +19   | 28  |       |
| 5   | Celtic                | 22 | 8  | 10 | 4  | 36     | 30     | +6    | 26  |       |
| 6   | St. Mirren            | 22 | 7  | 8  | 7  | 39     | 40     | −1    | 22  |       |
| 7   | Third Lanark          | 22 | 8  | 5  | 9  | 34     | 27     | +7    | 21  |       |
| 8   | Partick Thistle       | 22 | 6  | 7  | 9  | 34     | 50     | −16   | 19  |       |
| 9   | Kilmarnock            | 22 | 6  | 4  | 12 | 24     | 43     | −19   | 16  |       |
| 10  | Queen's Park          | 22 | 5  | 5  | 12 | 33     | 48     | −15   | 15  |       |
| 11  | Port Glasgow Athletic | 22 | 3  | 5  | 14 | 26     | 49     | −23   | 11  |       |
| 12  | Greenock Morton       | 22 | 2  | 5  | 15 | 22     | 55     | −33   | 9   |       |

## Wyniki
| Gospodarz \ Gość      | CEL | DNE | HRT | HIB | KIL | MOR | PAR | PGA | QUP | RAN | STM | THL |
| Celtic                |     | 2:2 | 2:2 | 0:4 | 3:1 | 1:1 | 4:1 | 3:0 | 1:1 | 1:1 | 2:2 | 1:0 |
| Dundee                | 2:0 |     | 0:1 | 0:3 | 2:0 | 3:0 | 3:0 | 2:1 | 2:0 | 3:1 | 2:1 | 0:0 |
| Heart of Midlothian   | 1:2 | 0:2 |     | 1:1 | 1:1 | 3:0 | 4:2 | 3:1 | 4:0 | 2:1 | 1:3 | 3:1 |
| Hibernian             | 1:1 | 1:0 | 0:0 |     | 2:1 | 3:1 | 2:2 | 5:1 | 3:2 | 1:0 | 4:3 | 1:0 |
| Kilmarnock            | 1:3 | 0:2 | 1:3 | 1:4 |     | 4:2 | 2:0 | 1:0 | 1:1 | 0:0 | 2:3 | 2:2 |
| Greenock Morton       | 0:2 | 0:2 | 3:2 | 0:1 | 0:1 |     | 3:3 | 4:3 | 1:2 | 0:4 | 2:3 | 0:3 |
| Partick Thistle       | 0:0 | 0:2 | 2:2 | 0:2 | 2:1 | 1:1 |     | 4:2 | 4:2 | 2:4 | 2:2 | 1:0 |
| Port Glasgow Athletic | 1:1 | 0:0 | 0:3 | 0:1 | 0:1 | 3:0 | 0:3 |     | 4:0 | 0:3 | 3:2 | 0:0 |
| Queen's Park          | 2:1 | 0:0 | 2:5 | 1:3 | 2:3 | 4:0 | 4:1 | 2:2 |     | 0:2 | 1:1 | 2:1 |
| Rangers               | 3:3 | 1:1 | 2:1 | 2:5 | 5:0 | 4:1 | 9:0 | 4:2 | 3:2 |     | 2:2 | 2:0 |
| St. Mirren            | 3:1 | 1:0 | 1:1 | 1:1 | 4:0 | 1:1 | 0:3 | 2:2 | 3:1 | 0:1 |     | 1:2 |
| Third Lanark          | 1:2 | 0:1 | 0:3 | 1:0 | 2:0 | 2:2 | 1:1 | 5:1 | 3:2 | 4:2 | 6:0 |     |

Źródło: SPFL.co.uk
Objaśnienia:
1Drużyna gospodarzy jest wymieniona po lewej stronie tabeli.
Kolory: zielony – zwycięstwo gospodarzy, żółty – remis, różowy – zwycięstwo gości.